# Charles Frend
Charles Herbert Frend, född 21 november 1909 i Pulborough, West Sussex, död 8 januari 1977 i London var en brittisk filmklippare och regissör.

## Filmografi i urval
- 1936 – Spioner i hälarna – klippning
- 1937 – Ung och oskyldig – klippning
- 1939 – Adjö, Mr. Chips – klippning
- 1942 – En engelsman for till Frankrike – regissör
- 1943 – San Demetrio – regissör, manusförfattare
- 1948 – De fria viddernas män – regissör
- 1949 – Vilse i London – regissör, manusförfattare
- 1953 – Det grymma havet – regissör
- 1956 – Den långa armen – regissör
- 1957 – Vi sitter i sjön – regissör